# AJ Leitch-Smith
A-Jay Leitch-Smith, detto AJ (Crewe, 6 marzo 1990), è un calciatore inglese, attaccante dell'Hanley Town.

## Carriera
Dopo aver giocato per oltre un decennio nelle giovanili del Crewe Alexandra nel corso della stagione 2008-2009 viene ceduto in prestito prima in Division One North della Northern Premier League (ottava divisione inglese) all'Halifax Town e poi, sempre nella medesima categoria, al Newcastle Town. Successivamente sempre nel 2009 è passato in prestito all'ÍBV Vestmannæyja, con cui ha realizzato 5 reti in 18 presenze nella prima divisione islandese. Tra il 2009 ed il 2012 realizza in totale 13 reti in 55 presenze nella quarta divisione inglese con il Crewe Alexandra, con cui poi dal 2012 al 2014 mette invece a segno 6 reti in 48 presenze in terza divisione, categoria nella quale durante la stagione 2014-2015 realizza invece 2 reti in 33 presenze con la maglia dello Yeovil Town. Passa quindi al Port Vale e poi allo Shrewsbury Town, con cui continua a giocare in questa stessa categoria.
Successivamente nella stagione 2017-2018 mette a segno 7 reti in 28 presenze nella prima divisione scozzese con la maglia del Dundee; torna dopo una sola stagione in Inghilterra, trascorrendo tre stagioni (con complessive 9 reti in 53 presenze in incontri di campionato) al Morecambe in quarta divisione, mentre nella stagione 2021-2022 gioca nella quinta divisione inglese con la maglia dell'Altrincham. Prosegue poi la carriera giocando con vari club semiprofessionistici inglesi.

## Palmarès

### Club

#### Competizioni nazionali
- Football League Trophy: 1

Crewe Alexandra: 2012-2013